# Séries de divisions de la Ligue américaine de baseball 2016

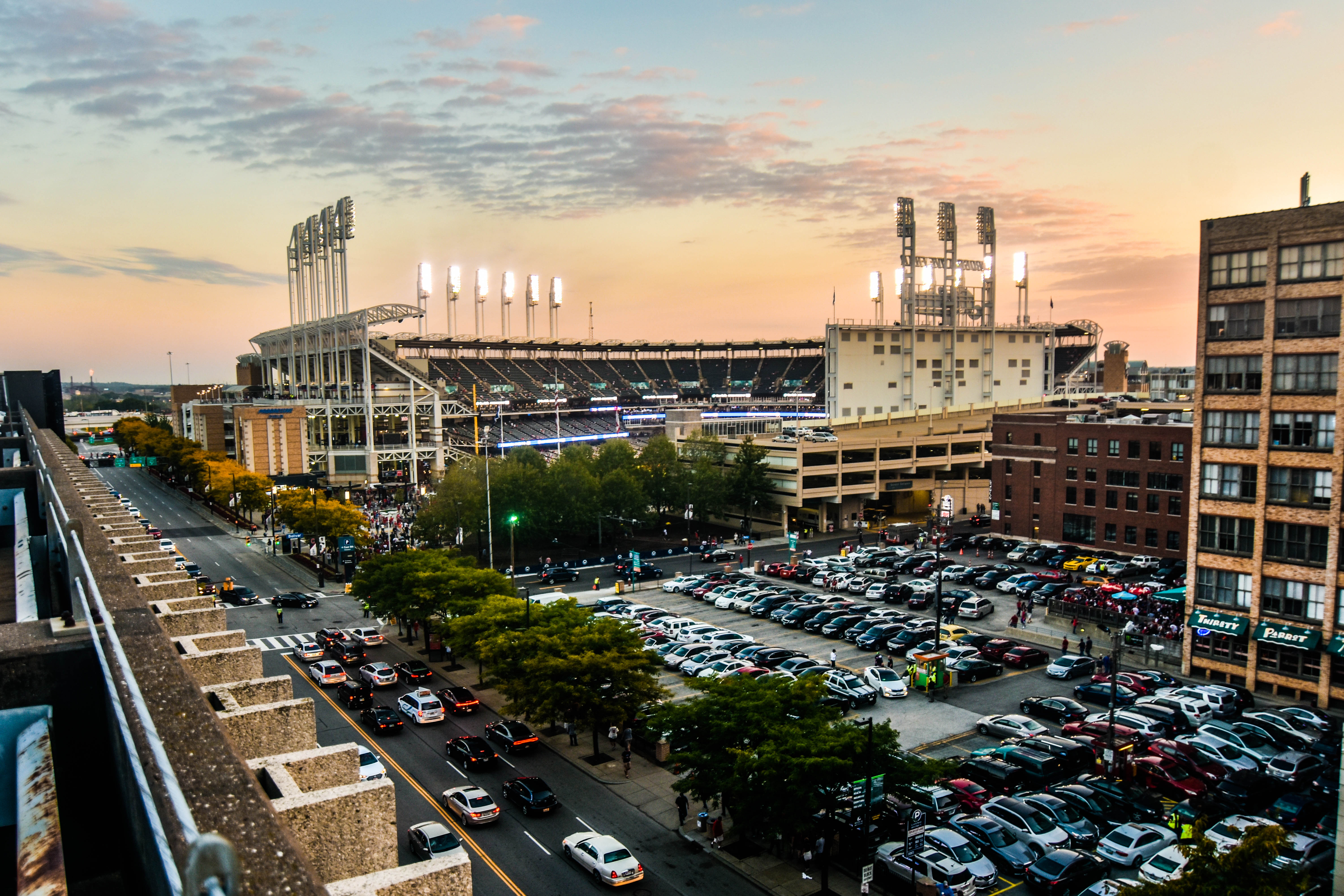
Stade Progressive Field des Indians de Cleveland, vainqueurs de leur série.

Les Séries de divisions de la Ligue américaine de baseball 2016 sont deux séries éliminatoires jouées dans la Ligue américaine de baseball, l'une des deux composantes des Ligues majeures de baseball. Ces deux séries sont jouées du jeudi 6 octobre au lundi 10 octobre 2016.
Les Blue Jays de Toronto l'emportent trois matchs à zéro sur les Rangers du Texas et les Indians de Cleveland éliminent les Red Sox de Boston trois matchs à zéro pour accéder à la Série de championnat 2016 de la Ligue américaine.

## Équipes en présence
Les Séries de divisions se jouent au meilleur de cinq parties et mettent aux prises les champions des trois divisions (Est, Centrale et Ouest) de la Ligue américaine, ainsi qu'un des deux clubs qualifiés comme meilleurs deuxièmes.  
Les participants qualifiés comme champions de divisions seront connus à l'issue de la saison 2016 de la Ligue majeure de baseball, et le quatrième participant est déterminé par le résultat du match de meilleur deuxième opposant deux clubs qualifiés sans avoir terminé au premier rang de leur division.
Dans chaque Série de division, la première équipe à remporter 3 victoires accède au tour éliminatoire suivant. L'équipe ayant conservé la meilleure fiche victoires-défaites en saison régulière a l'avantage du terrain et reçoit son adversaire lors des deux premiers matchs de la série, ainsi que lors du 5e affrontement, s'il s'avère nécessaire. 

## Blue Jays de Toronto vs Rangers du Texas

### Calendrier des rencontres
| Match | Date      | Visiteur             | Hôte                 | Score              |
| ----- | --------- | -------------------- | -------------------- | ------------------ |
| 1     | 6 octobre | Blue Jays de Toronto | Rangers du Texas     | 10 - 1             |
| 2     | 7 octobre | Blue Jays de Toronto | Rangers du Texas     | 5 - 3              |
| 3     | 9 octobre | Rangers du Texas     | Blue Jays de Toronto | 6 - 7 (10 manches) |

### Match 1
Jeudi 6 octobre 2016 au Globe Life Park, Arlington, Texas.
| Blue Jays de Toronto | 0 | 0 | 5 | 2 | 0 | 0 | 0 | 0 | 3 | 10 | 13 | 0 |
| Rangers du Texas | 0 | 0 | 0 | 0 | 0 | 0 | 0 | 0 | 1 | 1  | 4  | 1 |
| Lanceurs partants : TOR : Marco Estrada TEX : Cole Hamels Vic. : Marco Estrada (1-0) Déf. : Cole Hamels (0-1) HRs : TOR : Melvin Upton, Jr. (1), José Bautista (1) |   |   |   |   |   |   |   |   |   |    |    |   |

Dans une victoire sans équivoque de 10-1, Troy Tulowitzki frappe un triple, le premier en match éliminatoire par un joueur des Blue Jays depuis Paul Molitor en 1993, qui fait compter 3 points en 3e manche. Josh Donaldson égale un record d'équipe des Blue Jays avec 4 coups sûrs en un match éliminatoire. Melvin Upton, Jr. et José Bautista frappent des circuits. Le lanceur partant des Rangers, Cole Hamels, est chassé du match par Toronto dès la 4e manche, tandis que celui des Jays Marco Estrada n'accorde qu'un point sur 4 coups sûrs en 8 manches et un tiers lancées.

### Match 2
Vendredi 7 octobre 2016 au Globe Life Park, Arlington, Texas.
| Blue Jays de Toronto | 0 | 2 | 0 | 0 | 3 | 0 | 0 | 0 | 0 | 5 | 6  | 0 |
| Rangers du Texas | 0 | 0 | 0 | 1 | 0 | 0 | 0 | 2 | 0 | 3 | 13 | 0 |
| Lanceurs partants : TOR : J. A. Happ TEX : Yu Darvish Vic. : J. A. Happ (1-0) Déf. : Yu Darvish (0-1) Sauv. : Roberto Osuna (1) HRs : TOR : Troy Tulowitzki (1), Kevin Pillar (1), Ezequiel Carrera (1), Edwin Encarnación (1) |   |   |   |   |   |   |   |   |   |   |    |   |

Les Blue Jays produisent tous leurs points grâce à des coups de circuit. Après celui de deux points de Troy Tulowitzki en deuxième manche, ils frappent 3 coups bons pour un point chacun en 5e manche, ceux de Kevin Pillar, Ezequiel Carrera et Edwin Encarnación. Le lanceur des Rangers Yu Darvish n'avait auparavant jamais accordé 4 circuits dans un seul match. Toronto l'emporte 5-3 malgré seulement 6 coups sûrs face aux 13 des Rangers, qui abandonnent 13 coureurs.

### Match 3
Dimanche 9 octobre 2016  au Centre Rogers, Toronto, Ontario.
| Rangers du Texas | 1 | 0 | 1 | 2 | 0 | 2 | 0 | 0 | 0 | 0 | 6 | 4  | 1 |
| Blue Jays de Toronto | 3 | 0 | 2 | 0 | 0 | 1 | 0 | 0 | 0 | 1 | 7 | 10 | 0 |
| Lanceurs partants : TEX : Colby Lewis TOR : Aaron Sanchez Vic. : Roberto Osuna (1-0) Déf. : Matt Bush (0-1) HRs : TEX : Elvis Andrus (1), Rougned Odor (1) TOR : Edwin Encarnación (2), Russell Martin (1) |   |   |   |   |   |   |   |   |   |   |   |    |   |

## Red Sox de Boston vs Indians de Cleveland

### Calendrier des rencontres
| Match | Date       | Visiteur             | Hôte                 | Score |
| ----- | ---------- | -------------------- | -------------------- | ----- |
| 1     | 6 octobre  | Red Sox de Boston    | Indians de Cleveland | 4 - 5 |
| 2     | 7 octobre  | Red Sox de Boston    | Indians de Cleveland | 0 - 6 |
| 3     | 10 octobre | Indians de Cleveland | Red Sox de Boston    | 4 - 3 |

### Match 1
Jeudi 6 octobre 2016 au Progressive Field, Cleveland, Ohio.
| Red Sox de Boston | 1 | 0 | 1 | 0 | 1 | 0 | 0 | 1 | 0 | 4 | 10 | 0 |
| Indians de Cleveland | 0 | 1 | 3 | 0 | 1 | 0 | 0 | 0 | X | 5 | 10 | 0 |
| Lanceurs partants : BOS : Rick Porcello CLE : Trevor Bauer Vic. : Andrew Miller (1-0) Déf. : Rick Porcello (0-1) Sauv. : Cody Allen (1) HRs : BOS : Andrew Benintendi (1), Sandy León (1), Brock Holt (1) CLE : Roberto Pérez (1), Jason Kipnis (1), Francisco Lindor (1) |   |   |   |   |   |   |   |   |   |   |    |   |

Tirant de l'arrière 2-1, Cleveland frappe 3 coups de circuit sur seulement 9 lancers de Rick Porcello, des Red Sox, en 3e manche. Les circuits de Roberto Pérez, Jason Kipnis et Francisco Lindor placent alors l'équipe locale en avant, 4-2. La stratégie des Indians de retirer leur lanceur partant Trevor Bauer après deux retraits en 5e manche porte ses fruits. Un premier releveur, Andrew Miller, retire 4 joueurs des Red Sox sur des prises en deux manches lancées. En 8e manche, après que Bryan Shaw eut accordé un circuit à Brock Holt pour réduire l'avance des Indians à un point, Cody Allen est envoyé au monticule pour tenter un sauvetage de 5 retraits. Accueilli par un double de David Ortiz, Allen étouffe la menace en retirant sur des prises Xander Bogaerts, puis réalise 3 autres retraits sur des prises aux dépens des Red Sox en 9e manche. Il met fin au match en éliminant Dustin Pedroia de cette manière avec un coureur sur les buts.

### Match 2
Vendredi 7 octobre 2016 au Progressive Field, Cleveland, Ohio.
| Red Sox de Boston | 0 | 0 | 0 | 0 | 0 | 0 | 0 | 0 | 0 | 0 | 3 | 1 |
| Indians de Cleveland | 0 | 4 | 0 | 1 | 0 | 1 | 0 | 0 | X | 6 | 9 | 0 |
| Lanceurs partants : BOS : David Price CLE : Corey Kluber Vic. : Corey Kluber Déf. : David Price (0-1) HRs: CLE : Lonnie Chisenhall (1) |   |   |   |   |   |   |   |   |   |   |   |   |

Corey Kluber blanchit Boston pendant 7 manches, retirant 7 adversaires sur des prises et limitant les Red Sox à leurs 3 coups sûrs de la rencontre. Dans la victoire de 6-0 de Cleveland, Lonnie Chisenhall frappe un coup de circuit de 3 points contre David Price. Les misères de ce dernier se poursuivent : le lanceur partant des Red Sox, chassé du match après à peine trois manches et un tiers lancées, encaisse une 8e défaite sans aucune victoire en 9 départs en carrière lors des séries éliminatoires.

### Match 3
Lundi 10 octobre 2016 au Fenway Park, Boston, Massachusetts.
| Indians de Cleveland | 0 | 0 | 0 | 2 | 0 | 2 | 0 | 0 | 0 | 4 | 7 | 0 |
| Red Sox de Boston | 0 | 0 | 0 | 0 | 1 | 1 | 0 | 1 | 0 | 3 | 8 | 0 |
| Lanceurs partants : CLE : Josh Tomlin BOS : Clay Buchholz Vic. : Josh Tomlin (1-0) Déf. : Clay Buchholz (0-1) Sauv. : Cody Allen (2) HRs : CLE : Coco Crisp (1) |   |   |   |   |   |   |   |   |   |   |   |   |

Initialement prévu pour le 9 octobre, ce match est remis au 10 octobre en après-midi en raison de la pluie à Boston. Ce match est le dernier de la carrière de David Ortiz.